# Frank Lalou
 (avril 2014).
- Si vous ne connaissez pas le sujet, laissez ce bandeau (vous pouvez alors contacter les auteurs).
- Si vous supprimez le contenu mis en cause (vous pouvez préalablement contacter les auteurs),

argumentez précisément cette suppression dans la page de discussion
(un manque de référence n'est pas un argument ; une recherche réelle de référence doit avoir été effectuée, être formellement documentée).
 (juin 2013).
Si vous disposez d'ouvrages ou d'articles de référence ou si vous connaissez des sites web de qualité traitant du thème abordé ici, merci de compléter l'article en donnant les références utiles à sa vérifiabilité et en les liant à la section « Notes et références ».
 (septembre 2016).
Frank Lalou, né le 14 février 1958 à Marmande, est un artiste plasticien contemporain , peintre, écrivain, illustrateur et calligraphe français.

## Biographie
[style à revoir]
Les parents de Frank Lalou s'installent en 1956 à Marmande, petite ville du sud-ouest de la France, après avoir quitté le Maroc à cause du climat d'insécurité régnant avant l'indépendance de ce pays. Dès sa petite enfance il est plongé dans l'atmosphère tranquille de la Gascogne près de la Garonne. En 1965, ses parents en quête de soleil, quittent l'Aquitaine pour aller vivre à Nice. En 1970, il découvre la culture juive et la beauté des lettres hébraïques. Mais, l'étroitesse d'esprit et l'enseignement démodé des rabbins de l'époque, ne l'invitent pas à approfondir sa pratique juive.
Sa grande rencontre en 1967 avec l'œuvre de Jean-Sébastien Bach est déterminante. Sa passion pour ce musicien sera la source de toutes ses recherches. En 1970, il commence l'apprentissage du piano et taquine ses professeurs car il ne veut jouer que du Bach. C'est à cette période que commence sa longue amitié avec le compositeur et comédien Didier Douet qu'il retrouvera sur les planches dans la plupart de ses productions liées au théâtre et à la musique.
Sa sœur Lucie, de six ans son ainée, grande lectrice de Baudelaire et des grands poètes français, le sensibilise à la poésie, à la littérature par son écoute et les soirées littéraires qu'elle organise dans la maison familiale.
Jeune homme solitaire, il consacre son temps à la musique, à la lecture des philosophes, Platon, Bergson, Bachelard, et à la rédaction de ce qui sera ses premières tentatives d'écriture.
Il rencontre sa première femme en 1975 et part après son Bac faire un grand voyage autour de la Méditerranée. Il entame des études de philosophie à la faculté de lettres de Nice, mais, faute de moyen, le couple s'installe en Dordogne pour suivre une formation d'enseignant au sein de l'Éducation nationale. Rapidement lassé par le rythme trop tranquille des écoles, il se lance dès 1981 dans l'écriture. Il écrit des nouvelles, des poèmes et commence à publier dans la revue Diamant Noir, dirigé par Christian Malaurie de Périgueux.
Ses premiers livres édités chez des éditeurs de Dordogne sont un ouvrage d'archéologie qui a servi pendant quelques années de référence, Dolmens et Menhirs en Périgord, et un recueil de nouvelles, Aleph/Alpha, aux Éditions Phalènes.
En 1984, il expose ses premières calligraphies, donne son premier happening de calligraphie et de musique avec Bernard Lubat, présente sa première partition pour quatre voix parlées de poésie sonore et sort son tout premier livre : Sables et Terres Mystiques, aux éditions Froidefond.
En 1985, après un long voyage en Grèce, il calligraphie entièrement l’Évangile de Thomas. La vente de ce livre quelques semaines après, plus une bourse d'aide à la création du Centre régional des lettres et une année sabbatique offerte par l'Éducation nationale, marquent sa nouvelle vie. Il quitte l'enseignement, quitte la Dordogne pour revenir à Nice et commence une carrière entièrement consacrée à la calligraphie et à l'écriture.
En 1986, il montre à André Chouraqui son dernier livre unique, le Cantique des Cantiques, avec la traduction du bibliste. Naît alors une longue complicité. Deux ans après, Frank Lalou calligraphie un ensemble de poèmes de ce même auteur. André Chouraqui introduira le calligraphe auprès de Jean Mouttapa des Éditions Albin Michel, ce qui lancera sa carrière d'essayiste.
En 1989, le graveur et éditeur Albert Woda lui donne toutes les clés pour être accepté dans ce monde clos des bibliophiles. Leurs deux carrières et leurs deux vies se croisent par les livres qu'ils réalisent ensemble et les semaines qu'ils passent en Grèce.
Durant toutes ces années de formation, il fréquente dès l'adolescence l'Arche de Lanza del Vasto et pratique durant 15 ans régulièrement le zen. Son approche de la calligraphie, même si elle s'oriente vers l'hébreu, est très influencée par les arts du Japon. Il s'entraîne au Kyodo, tir à l'arc japonais, et sa gestuelle calligraphique est issue en partie du Chado, l'art du thé.
En 1990, à l'annonce de la mort prochaine de son père, il retourne à ses sources juives et suit l'enseignement spirituel de certains maîtres comme le Rav Zemour ou le Rav Gronstein. Il rencontre celui qu'il appelle son frère dans les lettres, le rabbin philosophe Marc-Alain Ouaknin. Depuis il voue sa vie à la recherche et à l'interprétation des textes bibliques (il écrit plusieurs livres sur le Cantique des Cantiques, les Psaumes chez Albin Michel).
Son travail est remarqué dans les musées, les galeries et les éditeurs s'intéressent à sa démarche. La Bibliothèque nationale de France conserve un de ses livres uniques dans sa collection des manuscrits hébraïques, et quelques années plus tard un Évangile de Thomas est également acquis par cette institution et va rejoindre le département des manuscrits coptes. Certains musées font acquisition de ses calligraphies ou de ses livres d'artistes : les musées de Nice, de Céret, la Fondation Sackner à Miami, le musée Picasso d'Antibes.
Il publie ses livres chez différents éditeurs et réalise en 1994 son rêve d'enfance, être édité chez Albin Michel, chez qui il sera sous contrat durant de nombreuses années.

## Œuvres

### Calligraphie - Art Contemporain
Depuis 1984 Lalou expose ses calligraphies dans différents milieux, des galeries, privées, des galeries librairies, des musées, des centres culturels. De nombreuses institutions ont fait des acquisitions de ces œuvres plastiques. Ses tableaux composés de lettres latines, grecques et hébraïques ont été exposés plusieurs pays : États-Unis (New York), Canada (Toronto et Québec), Hong Kong, Japon (Tokyo), Maroc, Belgique, Angleterre.
L'artiste considère la calligraphie hébraïque comme un art universel. Ses recherches entre la rigueur de la tradition et l'inventivité de la modernité la place dans le concert des grandes calligraphies mondiales. L'essentiel dans son art n'est pas la lisibilité immédiate, mais le souffle du geste. Dans son essai "La Cérémonie du Trait" publié chez Fata Morgana, le calligraphe expose toutes les exigences de cet art proche à la fois de la musique et de la danse.
Le grand nombre de ses publications, ainsi que ces nombreuses conférences et rencontres font de Frank Lalou la référence en matière de calligraphie hébraïque.

### Livre d'artiste et bibliophilie
La calligraphie s'exprime naturellement sur le papier de planches isolées, encadrables et exposables. Mais ce qui l'a aussi extrêmement passionné dès 1986 est la composition de livres uniques, entièrement calligraphiés avec sa main gauche. Se passant ainsi de tout éditeur et toute nécessité technique extérieure aux quelques mètres carrés de son atelier. Les livres uniques se sont succédé, et encore aujourd'hui ils sont la base de sa démarche, car la tension qu'ils demandent durant des semaines et des mois est absolument merveilleuse puisqu'elle le pousse dans des champs de recherches plastiques et rythmiques insolites. Une énorme liberté avec des contraintes draconiennes. Un livre unique n'est pas un catalogue, toutes les pièces doivent se répondre les unes aux autres, comme les thèmes des sonates classiques.
Certains de ses livres d'artiste sont acquis par des bibliothèques comme la Bibliothèque nationale de France à Paris, la Bibliothèque du Congrès à Washington, la Fondation Sackner à Miami, le musée d'art moderne de Céret, Yad Vashem à Jérusalem.

### Autres créations
Pour Lalou, la calligraphie doit envahir tous les domaines de la vie et des arts. Tout ce qui peut supporter les rythmes des pleins et des déliés de l'écriture doit être exploré, de la céramique à la marqueterie, des résines synthétiques au verre gravé, des bijoux à la peau soyeuse des femmes. Chaque expérience est le fruit d'une rencontre avec un artiste ou un artisan complice.
Ses calligraphies aussi s'expriment au sein d'architectures sacrées, grandes verrières de l'église Notre-Dame-d'Espérance de Paris, rue de la roquette, verrière intérieure de l'église Saint-Hippolyte de Paris, les vitraux des synagogues d'Aix-en-Provence ou de Nice (tradition Massorti).

## Publications

### Auteur
- 1984 Sables et terres mystiques, Froidefond, nouvelle
- 1986 Dolmens et Menhirs en Périgord, Roc de Bourzac. Monographie sur les mégalithes de Dordogne.
- 1988 Aleph/alpha, Phalène avec le Centre National des Lettres. Recueil de nouvelles
- 1995 La calligraphie de l'invisible, Albin Michel. Essai sur la calligraphie, ses rapports avec les grandes spiritualités en particulier le judaïsme.
- 1999 Le grand livre du Cantique des Cantiques, Albin Michel; Avec Patrick Calame. Essai philologique et exégétique.
- 2001, réed. 2009 Les Psaumes, Albin Michel Poche, avec Patrick Calame traductions littéraire et interlinéaire
- 2002, L'Evangile de Thomas, Albin Michel
- 2003 Tes seins sont des grenades, Alternatives, illustré par Albert Woda, essai érotique sur le Cantique des Cantiques
- 2005 Les lettres hébraïques, entre sciences et kabbale, Alternatives;
- 2005 Ayin, livre bibliophilique sur le regard de la bien-aimée aux éditions de L'eau, avec gravures d'Albert Woda
- 2009 Les 22 clés de l'Alphabet Hébraïque, chez Desclée de Brouwer;
- 2009 Le Tarot hébraïque de Lalou, chez Trédaniel
- 2010 L'Évangile de Thomas, une lecture juive, chez Desclée de Brouwer
- 2013 Découvrez la pratique de la Ténoua, avec Tina Bosi, Véga
- 2014 Autobiographie de Jésus, préface Michel Cazenave, Édition Entre Deux Mondes
- 2016 Les 22 clés de l'Alphabet Hébraïque nouvelle édition revue et augmentée, chez Desclée de Brouwer
- 2016 Les Lettres sacrées de l'Alphabet hébreu chez Véga
- 2018 La Fugue du Kabbaliste, roman fantastique, chez Dervy
- 2018 L'Art de calligraphier l'hébreu et le grec chez Trédaniel
- 2019 Accueillir l'Autre, chez Presse du Châtelet
- 2019 Tempête dans l'encrier, roman, chez Ovadia éditeur
- 2021 La Prophète, pseudo-évangile. Obadia Éditeur
- 2022 Chemins Alphabétique, KDP Aleph/Alpha
- 2023 Les Témoins du Paradis, KDP, Aleph/Alpha
- 2025 Les Rivages de Kalamos, roman. À paraître

### Auteur-illustrateur
- 1993 Thème et Variations sur le psaume XXIII de David, préface Jacques Lacarrière, Syros. Philologie
- 1994 Apprendre à Calligraphier l'Hébreu, Édition du Monde Arabe, Édifra. Méthode.
- 1996 Le chevreau de mon père, traduction par Lalou, Grandir. Conte de Pâque
- 1997 Je t'aime, 50 déclinaisons sur Je t'aime, la Reyne de Coupe. Lexique international.
- 1998 Genèses, recueil des genèses de l'homme, Sumer, Grèce, Israël. Alternatives. Philologie.
- 1999 Initiation à la calligraphie hébraïque, Alliance Israélite Universelle. Méthode de calligraphie hébraïque.
- 2000 Initiation à la calligraphie, Saep. Méthode de calligraphie latine. Le Cantique des Cantiques, Albin Michel, traduction Calame, 2 essais de Lalou. La Cérémonie du Trait Fata Morgana, essai sur l'art du trait Noces erratiques, L'Amourier, essais sur le voyage et la quotidienneté
- 2004 Initiation à la Calligraphie Hébraïque, chez Fleurus
- 2005 Les Lettres Hébraïques, entre sciences et kabbale, Éditions Alternatives/Gallimard
- 2009 Les 22 clés de l'Alphabet hébraïque, Édition Desclée de Brouwer
- 2011 L'évangile de Thomas, une lecture juive, Édition Desclée de Brouwer
- 2014 Le Cantique des Cantiques, nouvelle traduction de Lalou, calligraphie et photographie, Éditions Véga
- 2021 : Vos Prénoms Hébraïques, lexique calligraphique des prénoms hébraïques en usage en France. À paraître

### Illustrateur
- 1989 Aigles et Palombes au survol de la mer, texte d'André Chouraqui, avec Albert Woda graveur, éditions de l'eau (épuisé). Bibliophilie. Poésie
- 1990 Ne blâme pas ceux qui s'enivrent, texte d'Omar Khayyam, William Blake & co. Poésie
- 1991 Dans la Gloire d'être ici tenu par le mal droit, texte de Michelena, aux éditions William Blake & co. Poésie
- 1993 Le Projet du corps, texte de Held, gravure d'Albert Woda, éditions de l'eau. Bibliophilie. Poésie
- 1994 Les Voyelles du désir, texte de Marc-Alain Ouaknin, Fata Morgana. Bibliophilie. Poésie.
- 1995 Le Colloque des Anges, texte de Marc-Alain Ouaknin, Fata Morgana. Poésie.
- 1997 Le Compteur de l'être, texte Dvorah Zéhev, édition Cheval de Troie, nouvelle. Les Proverbes de l'Enfer, texte de William Blake, William Blake & Co. Aphorismes
- 1998 La Couronne du Royaume, texte d'Ibn Gabirol, traduction Chouraqui, Fata Morgana. Poésie mystique. L'exode, texte de Benjamin Fondane, avec les gravures de Woda, éditions de l'Eau. Poésie : La Haggada de Pâque, traduction de P. Calamusa, préface Marc Alain Ouaknin, Zéditions. Liturgie. Belle et Étrange Patrie, texte d'Elytis, grec/français, trad. Lalou, pour enfant, Grandir. Poésie. Le Silence de l'étoile, texte de Corinne Pasqua, Alternatives. Petit roman. Sept Roses plus tard, texte de Marc-Alain Ouaknin, Fata Morgana. Poésie. Les Tomates farcies, texte Dvorah Zéhev, Voix d'Encre, Nouvelle
- 2004 Poèmes hébraïques de Hannah Sénesh, traduction et présentation Liorah Elloul, aux éditions Caractères
- 2017 Ode à la Lune, poème de Julien Grassen Barbe avec 12 calligraphies de Lalou, aux éditions de l'Improbable
- 2019 Les Quatrains d'Omar Khayyam, illustration des 144 quatrains d'Omar Khayyam, chez William Blake and Co.

CHRONIQUEUR
- Revue Ultréia
- Revue l'Éclaireur

## Réception critique
« Les œuvres de ce calligraphe, auteur d'ouvrages sur l'art d'écriture, sont exposées dans les musées les plus importants. Frank Lalou déploie son talent dans des tableaux, des livres à tirage unique, des vitraux, bijoux ou retables […] Trois cents “Je t'aime” — déclinés en plus de 150 langues — inspirent un bouquet graphique tout en courbes. Des pleins et des déliés en noir et blanc, rehaussés par-ci, par-là de touches de couleur. Tant de déclarations qu'on finit par y croire […] »

— Ruth Valentini, Le Nouvel Observateur, 12 février 1998.

« Cette lecture érudite et très personnelle par Frank Lalou du Cantique des cantiques est accompagnée des dessins érotiques d'Albert Woda. Loin d'être de simples illustrations du texte, ces images en constituent une véritable exégèse. Commentaire du commentaire, elles restituent à l'un des textes les plus emblématiques du mysticisme juif et chrétien toute sa puissance d'évocation sensuelle et poétique. »

— Brigitte Lahaie, BFM TV, 10 octobre 2007.

« Or, c’est le merveilleux travail de Frank Lalou, juif de naissance et pratiquant de l’hébreu, depuis longtemps travaillé par le “Cantique”, que de revisiter ce texte, et de nous montrer comme il y est d’abord question du désir de chair entre Salomon et la Sulamite […] »

— Michel Cazenave, Le Monde des Religions, 6 mai 2014.

« [À propos de la sortie de son livre Autobiographie de Jésus] Poète et essayiste, l’écrivain de confession juive Franck Lalou se livre sur son rapport particulier avec Jésus à travers un récit intime et poignant, aux sublimes accents lyriques. »

— Pauline Hammé, Le Monde des Religions, 20 mai 2014.

### Sources et bibliographie
- Cet article est tiré de deux des livres de Frank Lalou : La Calligraphie de l'Invisible, Albin Michel, 1995, et Autobiographie de Jésus, EDM, 2014.
- Autobiographie de Jésus, ADM